# Petr Uličný
Petr Uličný (* 11. Februar 1950 in Uničov) ist ein ehemaliger tschechischer Fußballspieler und derzeitiger Fußballtrainer.
Uličný stand in der 1. Tschechischen Liga inklusive der Saison 2008/09 402 Mal als Trainer an der Seitenlinie.

## Spielerkarriere
Uličný begann seine Karriere beim SK Hanácká Slavia Kroměříž. Mit 19 Jahren wechselte der offensive Mittelfeldspieler zu Sparta Prag, wo er drei Jahre blieb. Anschließend spielte Uličný für Škoda Pilsen, 1977 folgte der Wechsel zum damaligen Zweitligisten Sigma Olmütz, mit dem ihm 1982 der Aufstieg in die 1. Liga gelang. In der Saison 1983/84 spielte er für Dukla Hranice, war aber schon zugleich Co-Trainer, dies galt auch für seine letzte Station US Uničov 1984/85.
In der 1. Tschechoslowakischen Liga bestritt Uličný, der auch als Stürmer eingesetzt wurde, 184 Spiele.

## Trainerkarriere
Den Einstieg in die Trainerlaufbahn wurde Uličný bei seinem ehemaligen Klub Sigma Olmütz ermöglicht. Ab 1985 trainierte er zwei Jahre lang das B-Team, ab 1986 war er für drei Jahre Assistent bei der ersten Mannschaft. Seine erste Station als Cheftrainer einer A-Mannschaft war in der Saison 1989/90 der Zweitligist Baník Havířov. Anschließend arbeitete Uličný vier Jahre lang für Svit Zlín. Er führte die Mannschaft 1993 in die neu gegründete erste tschechische Liga, ein elfter Platz 1993/94 bedeutete den sicheren Klassenerhalt.
Zur Saison 1994/95 übernahm Uličný den FC Boby Brünn und führte die Mannschaft auf den dritten Rang, in der Folgesaison wurde Boby Fünfter. Anschließend trainierte er einen weiteren Verein aus Mähren, den FC Baník Ostrava. Mitte September 1997 wurde er durch Werner Lička ersetzt. Erst Viktoria Pilsen von Oktober 1997 bis Februar 1999 war sein erster Klub aus Böhmen. Erneut musste er seinen Stuhl vorzeitig räumen. 15 Punkte aus 17 Spielen waren der Vereinsführung zu wenig, Nachfolger Milan Šíp konnte den Abstieg jedoch nicht verhindern. Nur drei Wochen nach seinem Abschied aus Pilsen fand Uličný eine neue Anstellung in Prag bei Viktoria Žižkov, wo er aber bis Saisonende keine große Leistungssteigerung der Mannschaft erreichen konnte. Nur sieben Punkte aus den ersten acht Spielen der Saison 1999/00 kosteten ihn den Job. Einige Monate ohne Arbeit, löste Uličný Mitte März 2000 Jiří Bartl als Cheftrainer beim SFC Opava ab. Stand die Mannschaft bei Uličnýs Amtsantritt mit 21 Punkten auf dem 13. Platz, so stieg sie am Saisonende mit 28 Punkten als Tabellenvorletzter ab.
Uličný ging 2000/01 in die 2. Liga zum SK Hradec Králové und stieg mit der Mannschaft mit großem Punktevorsprung in die 1. Liga auf. Die Spielzeit 2001/02 beendete Hradec Králové unter Uličný auf dem zwölften Platz. In der Winterpause 2002/03 trennte sich der Verein von ihm, Uličný heuerte beim direkten Tabellenkonkurrenten aus Olmütz an, der ebenfalls nur elf Zähler auf dem Konto hatte. Er führte die Mannschaft 2003 auf den elften Rang, in der folgenden Saison auf einen sensationell anmutenden dritten Platz. 2004/05 wurde Sigma Olmütz Vierter, 2005/06 Neunter.
Anschließend trennten sich die Wege von Sigma Olomouc und Petr Uličný, der nach Zlín ging, wo er schon von 1990 bis 1994 tätig gewesen war. Dort lief es unerwartet schlecht, und Uličný wurde nach nur zehn Punkten aus 14 Spielen im November 2006 entlassen. Im Februar 2007 übernahm er den amtierenden slowakischen Meister MFK Ružomberok, wurde aber nur Vierter in der Meisterrunde, was für die Vereinsführung zu wenig war, um die Arbeit mit Uličný fortzusetzen. Zur Saison 2007/08 übernahm er den 1. FC Brünn, bei dem er Mitte der 1990er Jahre erfolgreich gearbeitet hatte. Im Oktober 2008 wurde Uličný wegen mangelnden Erfolgs entlassen. Nach fast einem Jahr ohne Arbeit trat Uličný das Traineramt beim Drittligisten HFK Olomouc an.